# Великокавендрівська сільська рада
Великокаве́ндрівська сільська рада (рос. Большекавендровский сельский совет) — сільське поселення у складі Наровчатського району Пензенської області Росії.
Адміністративний центр та єдиний населений пункт — село Велика Кавендра.

## Населення
Населення — 511 осіб (2019; 629 в 2010, 812 у 2002).